# Drosophila nappae
Drosophila nappae este o specie de muște din genul Drosophila, familia Drosophilidae, descrisă de Vilela, Valente și Basso-da-silva în anul 2004. Conform Catalogue of Life specia Drosophila nappae nu are subspecii cunoscute.